# Andrea Vannahme
Andrea Vannahme (* 1968 in Beckum als Andrea Krätzig) ist eine deutsche Fernsehmoderatorin.

## Leben
Andrea Vannahme wuchs in Westfalen auf. Zum Studium der Volkswirtschaft kam sie nach Berlin, wo sie noch lebt und arbeitet. Parallel arbeitete sie bei der Bild-Zeitung und erhielt anschließend ein Volontariat bei Radio Hundert,6 in Berlin. Für SAT.1 und TV.Berlin war sie Moderatorin vor der Kamera sowie Chefin vom Dienst für verschiedene Fernsehsendungen.
Das Nordmagazin-Regionalnachrichtenjournal des NDR aus Mecklenburg-Vorpommern verpflichtete sie zwischen 2003 und 2006. 2007 moderierte sie das neu auf Sendung gebrachte Nachmittagsmagazin rbb café im Wechsel mit ihrem Kollegen Ulli Zelle. Seit Anfang 2008 ist sie Moderatorin des Abendjournals rbb um 6, neben Christian Matthée, Carla Kniestedt und Britta Elm und seit Anfang 2009 Moderatorin der Nachrichtensendung RBB Aktuell um 21:45 Uhr. Seit Juni 2023 ist sie Moderatorin der rbb24 Abendschau.
Sie hat eine Tochter und einen Sohn und lebt in Berlin-Charlottenburg.